# 霍青
霍青（1962年11月14日—）是一名中国男演员，所属公司為中国铁路文工团话剧团。

## 生平
霍青是北京人，1988年毕业于中央戏剧学院表演系。他曾经从商十年，后进入影坛，出演过《延安頌》、《军人机密》、《好想好想談戀愛》、《和你在一起》等影视剧。
在2010年播出的電視劇《三國》，霍青飾演魯肅一角的表現受到好評。

## 主要作品

### 电影
- 1988年《私奔》 饰 农村青年 土才
- 2008年《袁隆平》饰 农校 刘老师
- 2011年《辛亥革命》饰　辛亥元勋 谭人凤
- 2011年《信义兄弟》饰 孙水林
- 2011年《完美人生》饰 孙建康
- 2012年《搜索》饰 张总
- 2012年《少年闵子骞》饰 孔子（友情客串）
- 2014年《決不姑息》饰 姚柏青
- 2017年《游戏规则》饰 福生
- 2023年《流浪地球2》饰 中方总指挥

### 电视剧
- 2002年《危险进程》饰 刑警 李大勇
- 2002年《法不容情》饰 刑警队长 姚辉
- 2003年《延安颂》 饰 徐向前
- 2003年《军人机密》 饰 李部长（友情出演）
- 2003年《好想好想谈恋爱》饰 城市青年 陈非
- 2003年《远东特遣队》 饰 江桥守备队长 阿野龙雄
- 2003年《水落石出Ⅱ》 饰 农民 侯文（友情出演）
- 2003年《不弃今生》饰 派出所长（友情出演）
- 2003年《五月槐花香》 饰 刘团长（友情出演）
- 2003年《和你在一起》饰 监狱长（友情出演）
- 2004年《与爱同生》饰 王主任（友情出演）
- 2004年《北京人事件》饰 所长（第一集，友情出演）
- 2004年《苍天有眼》 饰 刑警 吴 刚
- 2004年《人大主任》饰 刑警队长 康玉成
- 2005年《风满楼》 饰 大少爷 敖少广
- 2005年《茉莉花》 饰 地下党员 阿泰（友情出演）
- 2006年《行走的鸡毛掸子》饰 大少爷 耿汉良
- 2006年《旱码头》饰 杨立俊
- 2006年《名校》饰 教委主任 刘世芳
- 2006年《赵丹》饰 赵丹好友 朱今明（友情出演）
- 2006年《我的兄弟叫顺溜》饰 新四军一分区司令 刘强
- 2006年《天地粮人》饰 秘书 周文斌
- 2007年《原谅》饰 工人 李栓柱
- 2007年《光荣岁月》饰 老八路 夏天庚
- 2007年《漂亮的事》饰 公司经理 季汉广
- 2007年《纸醉金迷》饰 银行襄理 石泰安
- 2008年《狙击手》 饰 新八旅旅长 段之凡
- 2008年《派出所的故事》 饰 林通（友情出演）
- 2008年《三国》 饰 鲁肃
- 2009年《全家福》饰 周天平
- 2009年《张小五的春天》 饰 狱医 孙大夫（友情出演）
- 2009年《国歌》饰 中共地下党员、左联作家 夏衍
- 2009年《喜临门》饰 孟所长（友情出演）
- 2010年《二号交通站》饰 汉奸田炳昆（假石青山）（友情出演）
- 2010年《盘龙卧虎高山顶》饰 地下党员 杜力宜（友情出演）
- 2010年《刀尖上行走》饰 日本特务机关长 川岛野夫
- 2010年《独家披露》饰 记者 萧 原
- 2010年《浦江谍影》饰 谷 川
- 2010年《皇粮胡同十九号》饰 邵云
- 2011年《国家命运》饰 刘 杰（友情出演）
- 2011年《血战长空》饰 国民党高干部长 何应钦
- 2011年《天下人家》饰 唐家老二 唐端午、曹宗平
- 2011年《天津天津之九河入海》饰 黑龙会头目 山本二三
- 2012年《大清盐商》饰 卢德恭
- 2012年《楚汉传奇》饰 张良
- 2012年《警界先鋒》 饰 呂漢民
- 2013年《毛澤東》饰 陳雲
- 2015年《大宋传奇之赵匡胤》 饰 贾琰
- 2015年《潜行者》 饰 范泽州 (客串)
- 2016年《摘下你的面具》(原名：警界先鋒) 饰 呂漢民
- 2016年《卧虎》饰 金旭
- 2017年《大秦帝国之崛起》饰 孟尝君田文
- 2018年《我的青春遇见你》饰 卫明宇
- 2018年《沙海老兵》饰 林善海
- 2018年《初心》饰 王文博
- 2020年《在劫难逃》(網絡劇)饰 付吉亮
- 2020年《瞄准》饰 方校長
- 2020年《大江大河2》饰 马保平
- 2021年《大决战》 饰 顧祝同
- 2021年《功勋》饰 吕传智
- 2021年《前行者》饰 裴如海
- 2021年《问天录》(2017年拍攝)饰 魏重生
- 2022年《特战行动》 饰 吳教授 (客串)
- 2022年《蓝焰突击》飾 張曉峰
- 2022年《且试天下》(網絡劇)饰 裴有說
- 2022年《春风又绿江南岸》飾 张途
- 2022年《警察荣誉》飾 曾所长
- 2022年《数风流人物》飾 汪孟邹(客串)
- 2022年《庭外·落水者》(網絡劇)饰 旷北平
- 2022年《天才基本法》飾 曾教授
- 2022年《分界线》飾 谭季平
- 2022年《灿烂的季节》飾 袁雨霖
- 2022年《破晓东方》飾 夏衍
- 2022年《你好，昨天》(網絡劇)饰 陈致遠
- 2023年《狂飆》飾 周志合
- 2023年《无间》飾 陳浩民
- 2023年《照亮你》饰 徐承运
- 2023年《前夜》饰 邢立憲
- 2023年《问苍茫》饰 何叔衡
- 2024年《大江大河之岁月如歌》饰 馬保平
- 2024年《小日子》饰 顾得茂(客串)
- 2024年《生活在别处的我》(網絡劇)饰 郁国华
- 2024年《星星的故乡》饰 李国华
- 2024年《执行法官》饰  刘川
- 2024年《日光之城》饰 何總
- 2024年《西北岁月》饰 老掌櫃
- 2025年《无所畏惧之永不放弃》饰 李家声
- 2025年《悬镜》(網絡劇)饰 韓震
- 2025年《成家》饰 宋康明
- 2025年《法官的荣耀》(網絡短剧)飾 张志民
- 2025年《无尽的尽头》(網絡劇)饰 卢文昭
- 2025年《人生若如初见》*[註 1]饰 達人
- 2025年《掃毒風暴》饰 譚慶林
- 待播《奇迹》饰 市领导
- 待播《时差一万公里》
- 待播《权与利》(2019年拍攝)
- 待播《回来的她们》(網絡劇)
- 待播《平等之门》
- 待播《生逢其时》

## 備註
1. ↑  《人生若如初见》曾於2022年7月18日在爱奇艺平台上线6集剧集，但1小时后撤下

## 外部連結
- 霍青的新浪微博
- 霍青在香港影庫上的簡介